# Alligatoridae
Alligatoridés
Famille
Sous-familles de rang inférieur
- Alligatorinae
- Caimaninae

Les Alligatoridés (Alligatoridae) sont une famille de crocodiliens. Elle a été créée par John Edward Gray en 1844, et comprend comme espèces actuelles les alligators et les caïmans.

## Répartition
Les espèces de cette famille se rencontrent en Amérique et en Chine.

## Taxonomie
Le nom valide complet (avec auteur) de ce taxon est Alligatoridae Array.
Ce taxon porte en français les noms vernaculaires ou normalisés suivants : Alligators, Caimans.

## Liste des genres
Selon ITIS (19 mai 2025) :
- sous-famille Alligatorinae, les alligators :
  - Alligator Cuvier, 1807
- sous-famille Caimaninae, les caïmans :
  - Caiman Spix, 1825
  - Melanosuchus Gray, 1862
  - Paleosuchus Gray, 1862

Liste des genres fossiles basaux :
- † Balanerodus Langston Jr., 1965 ;
- † Caimanoidea Mehl, 1916 ;
- † Dinosuchus Giebel, 1876 ;
- † Hispanochampsa Kalin, 1936 ;
- † Listrognathosuchus Brochu, 1997 ;
- † Musturzabalsuchus Buscalioni et al., 1997 ;
- † Notocaiman Rusconi, 1937 ;
- † Proalligator Ambrosetti, 1890.

## Publication originale
- Gray, 1844 : Catalogue of Tortoises, Crocodilians, and Amphisbaenians in the Collection of the British Museum. British Museum (Natural History), London, p. 1-80 (texte intégral).